# Armophorea
Armophorea je třída nálevníků v podkmenu Intramacronucleata, popsaná v roce 2004. Zahrnuje tři řády: Metopida, Clevelandellida a Armophorida. Zástupci této třídy byli dříve považováni za Heterotrichea kvůli podobnostem v morfologii, zejména charakteristickému hustému uspořádání bičíků obklopujících jejich orální struktury. Vývoj genetických metod a následné začlenění fylogenetických markerů do metod taxonomie, zejména sekvencí genů pro malou ribosomální podjednotku (18S rRNA), však vedlo k zásadním revizím v evolučních vztazích mnoha protistů, včetně nálevníků. Metopidi, clevelandelidi a armophoridi byli seskupeni do této třídy právě na základě podobnosti v těchto sekvencích, což z nich učinilo jednu ze dvou takzvaných „ribotříd“ nálevníků, avšak nedávné analýzy naznačují, že Armophorida nejsou příbuzní ostatním dvěma řádům. 

## Etymologie
Jméno Armophorea je dle domněnek odvozeno z latinského slova arma, česky zbroj, nebo armus, česky rameno. Toto jméno se vztahuje na zástupce řádu Armophorida (tedy čeledi Caenomorphidae), kteří mají charakteristickou morfologii podobnou vojenské helmě a také zkroucený vzhled, který vypadá jako rameno.

## Výskyt a ekologie
Volně žijící Armophorea obývají anoxické nebo mikroaerobní habitaty v sedimentech nebo vodním sloupci, kde je snížený či eliminovaný obsah kyslíku. Jejich distribuce je tedy poměrně omezená, i když se vyskytují globálně v mořských a sladkovodních habitatech i v suchozemských (půdních) sedimentech. Clevelandellida žijí jako komenzální symbionti v zažívacím traktu suchozemských a vodních živočichů.
Armophorea mohou přežít encystaci v nepříznivých podmínkách prostředí. To je docela důležité pro clevelandellidy, protože to usnadňuje jejich přenos mezi hostiteli.
Stejně jako většina anaerobních nálevníků mají i Armophorea organely odvozené od mitochondrií nazývané hydrogenosomy. Tyto specializované organely produkují energii pro buňku v nepřítomnosti kyslíku fermentací pyruvátu na acetát a vodík. Armophorea mají methanogenní endosymbiotická archaea, která se vyskytují v cytoplazmě nálevníka, často v blízkosti hydrogenosomů. Hostitelské buňky mohou obsahovat až 10 000 methanogenů a předpokládá se, že hrají roli v růstu hostitele a metabolismu. Předpokládá se, že tito symbionti spotřebovávají vodík, který je produkován jako konečný produkt fermentace, což z něj činí výhodnější reakci a zvyšuje její energetický výnos. Mořští Armophorea hostí ektosymbiotické bakterie redukující sulfáty, o kterých se předpokládá, že hrají podobnou roli jako endosymbiotická methanogenní archaea v tom, že také spotřebovávají vodík jako metabolit hostitelské fermentace.  
Methanogeneze pomocí těchto endosymbiotických archaeí hraje roli v cyklech methanu v anoxických detritálních sedimentech bohatých na sírany a ve sloupci anoxické vody. Jejich příspěvek je nevýznamný (> 2 %) v písčitých sedimentech, kde je počet ciliatů nižší. To je v kontrastu s clevelandelidy: více než 80 % metanu produkovaného americkým švábem lze připsat těmto ciliatům prostřednictvím jejich methanogenních endosymbiontů.